# Nelli Kim
Nelli Kim (n. 29 iulie 1957, Шӯроб, райони Исфара⁠(d), Republica Sovietică Socialistă Tadjikă, URSS) este o gimnastă artistică sovietică, medaliată olimpică. A participat la 2 ediții ale Jocurilor Olimpice (1976, 1980) în care a câștigat 5 medalii de aur și o medalie de argint.